# 索诺木阿拉布坦
索诺木阿拉布坦（？—1673年），17世纪准噶尔汗國首领僧格的嫡子。
1670年，僧格被异母兄车臣台吉和卓特巴巴图尔谋杀。索诺木阿拉布坦名義上成為准噶尔汗國的最高首領，他的六叔噶尔丹在西藏出家，聞訊回到准噶尔。殺死车臣台吉，驅除卓特巴巴图尔，自稱大臺吉。1673年，噶尔丹聯合索诺木阿拉布坦的弟弟丹津鄂木布毒殺索诺木阿拉布坦，稱博碩克圖汗。索诺木阿拉布坦的哥哥策妄阿拉布坦在噶尔丹死後，成为准噶尔部的首领。